# 波克兰
波克兰（法语：Poclain）是一家生产挖土机的法国公司，其重型设备部门于1974年被美国重型动力机械公司凯斯工程设备收购。目前只剩下液压工业板块。